# Proctacanthus arno
Proctacanthus arno är en tvåvingeart som beskrevs av Townsend 1895. Proctacanthus arno ingår i släktet Proctacanthus och familjen rovflugor. Inga underarter finns listade i Catalogue of Life.